# Napoli terra d'amore
Napoli terra d'amore è un film italiano del 1954, diretto da Camillo Mastrocinque.

## Produzione
Il film è ascrivibile al filone dei melodrammi sentimentali, comunemente detti strappalacrime, allora in voga tra il pubblico italiano, poi ribattezzato dalla critica con il termine neorealismo d'appendice.

## Distribuzione
Il film venne distribuito nel circuito cinematografico italiano l'8 dicembre del 1954.